# مرکز سرطان ام.دی. اندرسون دانشگاه تگزاس
مرکز سرطان ام‌دی اندرسون دانشگاه تگزاس (به انگلیسی: University of Texas MD Anderson Cancer Center) یک مرکز جامع سرطان در هیوستون، تگزاس است. این بزرگترین مرکز سرطان در ایالات متحده و یکی از سه مرکز جامع سرطان در این کشور است. مرکز سرطان ام‌دی اندرسون یک موسسه دانشگاهی اعطاکننده مدرک و هم یک مرکز تحقیقات و درمان سرطان است که در مرکز پزشکی تگزاس در هیوستون واقع شده است. این دانشگاه به مرکز علوم درمانی دانشگاه تگزاس در هیوستون وابسته است. به گزارش نیوزویک، مرکز سرطان ام‌دی اندرسون بهترین بیمارستان در جهان برای درمان سرطان است.

## پردیس‌ها
شعبه اصلی این دانشگاه در جنوب مرکز پزشکی تگزاس قرار دارد. اما چند شعبه دیگر در تگزاس دارد.
شعبات دیگر این دانشگاه در نقاط زیر قرار دارند:
- اورلندو، فلوریدا (وبگاه)
- مادرید، اسپانیا (وبگاه)
- آلبوکرکی، نیومکزیکو (وبگاه)
- فینیکس، آریزونا

## آمار
در سال ۲۰۰۹، این مرکز ۹۰۰۰۰ بیمار را تحت مداوا قرار داد.
بودجه این مرکز در سال ۲۰۰۹ بیش از ۲٫۸۰۴ میلیارد دلار آمریکا بود.
در سال ۲۰۰۸، این مرکز ۴۸۸ میلیون دلار صرف تحقیقات پزشکی نمود.

## رتبه

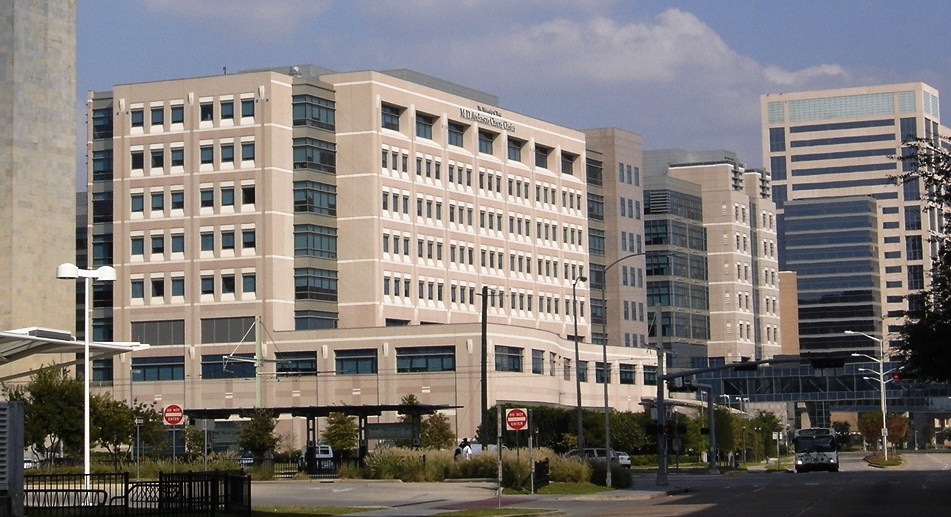

در سال ۲۰۰۹ این مرکز دانشگاهی برترین مرکز درمانی سرطان ایالات متحده در میان مراکز تحقیقاتی-درمانی آمریکا برای ششمین سال پیاپی شناخته شد.
در سال ۲۰۰۹ از نظر تعداد مقالات تولید شده در علوم پزشکی در رتبه ۱۴ جهان قرار داشت.

## ایرانیان و مرکز ام دی اندرسون
در سال ۲۰۰۶ علی و گیتا صابریون، دو ایرانی مقیم شهر هیوستون در تگزاس مبلغ ۱۰ میلیون دلار به این دانشگاه اهدا کردند.
انجمن آسیا نیز روز ۳ مارس میزبان همایش مبادلات ایران و آمریکا در هیوستون بود. از شرکت کنندگان در این گردهمایی می‌توان روسای دانشگاه رایس و مرکز سرطان ام دی اندرسون دانشگاه تگزاس را نام برد.
این دانشگاه تا کنون از طریق انجمن پیشبرد علوم آمریکا با دانشگاه‌های ایرانی همچون دانشگاه علوم پزشکی و خدمات بهداشتی درمانی تهران تماس‌هایی داشته‌است.
از میان افراد تحت مراقبت این مرکز می‌توان عبدالعزیز حکیم را نام برد که در سال ۲۰۰۹ میلادی در مرکز سرطان ام دی اندرسون مورد تشخیص قرار گرفت.
از میان پزشکان این مرکز می‌توان به فرزین افتخاری اشاره کرد که در سال ۲۰۰۴ در زمره برترین دکترهای هیوستون (Houston Superdocs) معرفی گردید.

## منابع

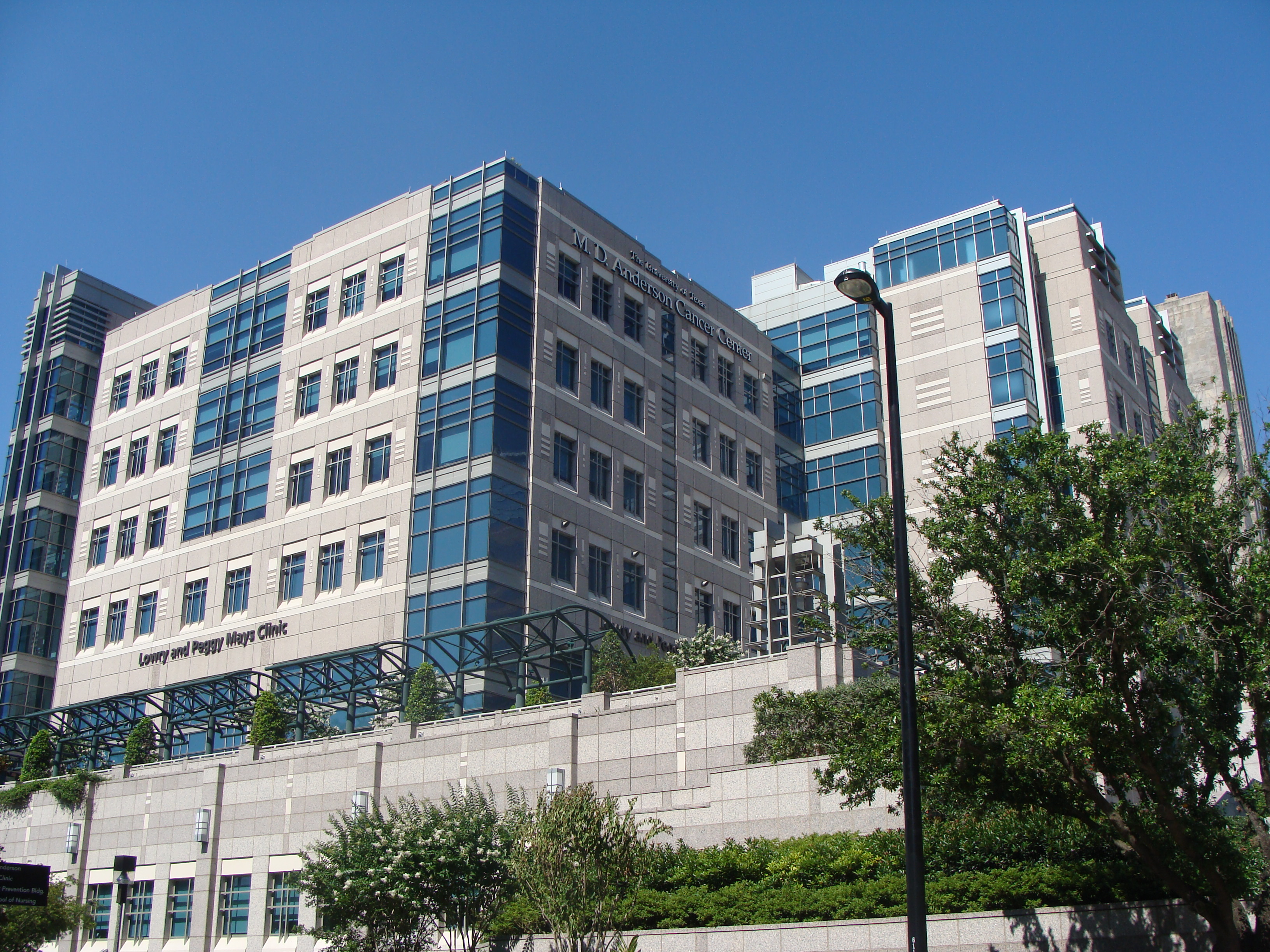